# Miguel Pallardó
Miguel Pallardó González (Alaquàs, 5 settembre 1986) è un ex calciatore spagnolo, di ruolo centrocampista.

## Caratteristiche tecniche
È un centrocampista centrale con compiti prevalentemente difensivi.

## Palmarès
- Scottish Championship: 1

Hearts: 2014-2015